# Liste der denkmalgeschützten Objekte in Krems in Kärnten
Die Liste der denkmalgeschützten Objekte in Krems in Kärnten enthält die 18 denkmalgeschützten, unbeweglichen Objekte der Gemeinde Krems in Kärnten.

## Denkmäler
| Foto |                 | Denkmal                                                                                    | Standort                                       | Beschreibung | Metadaten |
| ---- | --------------- | ------------------------------------------------------------------------------------------ | ---------------------------------------------- | --- | --- |
| ja   | Datei hochladen | Bürgerhaus, Türkhaus/Türgghaus HERIS-ID: 57467 Objekt-ID: 67556                            | Eisentratten 14 Standort KG: Eisentratten      | Das Türkhaus ist ein spätgotischer, mit einem Schopfwalmdach versehener, Gewerkensitz, der im 16. Jahrhundert von Jakob Türk erbaut wurde. Das heutige Erscheinungsbild des zweigeschoßigen Baus aus Bruchsteinmauerwerk entstand vermutlich im 19. Jahrhundert, als zwei freistehende, im Kern spätgotische, Vorgängerbauten miteinander verbunden wurden. Das Gebäude zeigt spätgotischen Fächerputz, abgefaste Fenster- und Türgewände sowie Tonnengewölbe mit Stichkappen. | BDA-Hist.: Q38076684 Status: Bescheid Stand der BDA-Liste: 2025-06-30 Name: Bürgerhaus, Türkhaus/Türgghaus GstNr.: .16/1 Türgghaus Eisentratten                                             |
| ja   | Datei hochladen | Kath. Pfarrkirche Christus Friedenskönig HERIS-ID: 53581 Objekt-ID: 61573                  | Eisentratten Standort KG: Eisentratten         | Die katholische Pfarrkirche Christus Friedenskönig wurde im Jahr 1973 nach Entwürfen des Architekten Anton Zemann errichtet. | BDA-Hist.: Q38057680 Status: § 2a Stand der BDA-Liste: 2025-06-30 Name: Kath. Pfarrkirche Christus Friedenskönig GstNr.: 1820/1 Katholische Pfarrkirche Eisentratten                        |
| ja   | Datei hochladen | Ehem. Hochofenanlage, Konstantin-Hochofen HERIS-ID: 53578 Objekt-ID: 61570                 | Standort KG: Eisentratten                      | Der gut 20 Meter hohe Hochofen aus behauenen Grünschieferquadern wurde 1862 errichtet. | BDA-Hist.: Q1563576 Status: § 2a Stand der BDA-Liste: 2025-06-30 Name: Ehem. Hochofenanlage, Konstantin-Hochofen GstNr.: .2/1 Hochofen Eisentratten                                         |
| ja   | Datei hochladen | Evang. Pfarrkirche A.B. HERIS-ID: 53579 Objekt-ID: 61571                                   | Eisentratten 23 Standort KG: Eisentratten      | Die Pfarrkirche ist ein pilastergegliederter Langbau aus der ersten Hälfte des 19. Jahrhunderts mit einer Fassade in barock-klassizistischer Form. Die Eingangswand ist mit einem Wellgiebel versehen und mit der Jahreszahl 1802 bezeichnet. Der 1952 erbaute Turm befindet sich südlich des Eingangsjoches und wird von einem Zwiebelhelm gekrönt. Die große geschwungene Orgelempore des tonnengewölbten und pilastergegliederten Innenraums ruht auf sechs Säulen. Vor der Apsis befindet sich ein Kanzelaltar vom Anfang des 19. Jahrhunderts. Die Orgel wurde um das Jahr 1860 von Jakob Ladstätter gebaut.                                                                                | BDA-Hist.: Q14545363 Status: § 2a Stand der BDA-Liste: 2025-06-30 Name: Evang. Pfarrkirche A.B. GstNr.: .27 Evangelische Pfarrkirche Eisentratten                                           |
| ja   | Datei hochladen | Kruzifix/Kreuz HERIS-ID: 88218 Objekt-ID: 102754                                           | Standort KG: Eisentratten                      | | BDA-Hist.: Q37724217 Status: § 2a Stand der BDA-Liste: 2025-06-30 Name: Kruzifix/Kreuz GstNr.: 1778/2                                                                                       |
| ja   | Datei hochladen | Florianikapelle HERIS-ID: 35452 Objekt-ID: 34212                                           | Eisentratten 30, bei Standort KG: Eisentratten | Die Florianikapelle ist ein kleiner, mit einem Dachreiter versehener, Barockbau aus der zweiten Hälfte des 17. Jahrhunderts. Das einjochige Schiff wird von einem Tonnengewölbe mit Stichkappen bedeckt. Der Altarraum ist rechteckig und kreuzgratgewölbt. Der Altar, der mit der Jahreszahl 1664 bezeichnet ist, zeigt ein Bild des Heiligen Florian und der Muttergottes mit dem Kind. Unter dem Altarbild befindet sich eine mit Adam Brandstätter 1859 bezeichnete Darstellung des brennenden Ortes Eisentratten. Außerdem weist der Innenraum kleine Figuren von Heiligen auf, darunter die des Heiligen Sebastian und des Heiligen Rochus. Zwei Votivbilder stammen aus der Zeit um 1700. | BDA-Hist.: Q37964352 Status: Bescheid Stand der BDA-Liste: 2025-06-30 Name: Florianikapelle GstNr.: .38                                                                                     |
| ja   | Datei hochladen | Kath. Pfarrkirche, Knappenkirche hl. Andreas und Friedhof HERIS-ID: 53895 Objekt-ID: 61980 | Innerkrems Standort KG: Kremsbrücke            | Die spätgotische Kirche mit hohem Nordturm steht am Ausgang eines Grabens, in dem einst Eisenbergbau betrieben wurde. Die Inneneinrichtung ist barock: Der Hochaltar entstand um 1670, die Kanzel zwischen 1725 und 1730. | BDA-Hist.: Q38058912 Status: § 2a Stand der BDA-Liste: 2025-06-30 Name: Kath. Pfarrkirche, Knappenkirche hl. Andreas und Friedhof GstNr.: .108 Knappenkirche hl. Andreas, Innerkrems        |
| ja   | Datei hochladen | Kath. Pfarrkirche Maria Trost HERIS-ID: 54156 Objekt-ID: 62317                             | Kremsbrücke 1 Standort KG: Kremsbrücke         | Die einfache frühbarocke Saalkirche wurde 1640/41 als Stiftung Kaiser Ferdinands III. errichtet. Der Westteil des Langhauses wurde 1823 nochmals verlängert und verbreitert. Hochaltar und Seitenaltäre stammen aus der Zeit zwischen 1720 und 1730. | BDA-Hist.: Q38059781 Status: § 2a Stand der BDA-Liste: 2025-06-30 Name: Kath. Pfarrkirche Maria Trost GstNr.: .1 Pfarrkirche Maria Trost, Kremsbrücke                                       |
| ja   | Datei hochladen | Ehem. Zollhaus, Gasthof Zur Post HERIS-ID: 88210 Objekt-ID: 102746seit 2015                | Kremsbrücke 15 Standort KG: Kremsbrücke        | Das ehemalige Zollhaus ist ein dreigeschoßiger Bau mit L-förmigem Grundriss. Im Inneren sind spätgotische Gratgewölbe erhalten. | BDA-Hist.: Q37724089 Status: Bescheid Stand der BDA-Liste: 2025-06-30 Name: Ehem. Zollhaus, Gasthof Zur Post GstNr.: 42/4                                                                   |
| ja   | Datei hochladen | Kath. Filialkirche hl. Johannes und Friedhof HERIS-ID: 54412 Objekt-ID: 62682              | Pleßnitz Standort KG: Kremsbrücke              | Die kleine Filialkirche mit leicht eingezogenem Chor und hölzernem Dachreiter steht, vom Friedhof samt Mauer umgeben, westlich hoch über dem Liesertal. Sie stammt aus dem frühen 16. Jahrhundert und ist vom Stil der Spätgotik geprägt. Die flache Holzdecke des Langhauses ist spätgotisch bemalt. Die Inneneinrichtung ist vorwiegend barock; der Aufsatz des Hochaltars aus der Zeit um 1520 ist jedoch ebenfalls spätgotisch. | BDA-Hist.: Q38060793 Status: § 2a Stand der BDA-Liste: 2025-06-30 Name: Kath. Filialkirche hl. Johannes und Friedhof GstNr.: .42, 330 Filialkirche hl. Johannes, Pleßnitz                   |
| ja   | Datei hochladen | Schmied-Speicher HERIS-ID: 46763 Objekt-ID: 48938                                          | bei Vorderkrems 11 Standort KG: Kremsbrücke    | Der zweigeschoßige barocke Speicherbau mit Satteldach stammt vermutlich aus dem Ende des 17. Jahrhunderts. Unter der Farbgebung des 20. Jahrhunderts ist der frühbarocke Putz noch fast vollständig erhalten. Das überlebensgroße geschnitzte Kruzifix über dem Westportal in romanisierendem Stil entstand um 1700. | BDA-Hist.: Q38023533 Status: Bescheid Stand der BDA-Liste: 2025-06-30 Name: Schmied-Speicher GstNr.: .68/2                                                                                  |
| ja   | Datei hochladen | Kath. Pfarrkirche hl. Johannes Nepomuk und Friedhof HERIS-ID: 54216 Objekt-ID: 62390       | Leoben 12 Standort KG: Leoben                  | Der vom Friedhof umgebene einfache Langbau mit leicht eingezogenem Chor, westlichem Dachreiter und Westportal mit Vordach steht am Ufer der Lieser und wurde von 1752 bis 1766 errichtet. Die spätbarocken Altäre und die Kanzel stammen aus der gleichen Zeit. | BDA-Hist.: Q38059986 Status: § 2a Stand der BDA-Liste: 2025-06-30 Name: Kath. Pfarrkirche hl. Johannes Nepomuk und Friedhof GstNr.: .30, 319/3 Pfarrkirche Leoben (Krems in Kärnten)        |
| ja   | Datei hochladen | Pfarrhof HERIS-ID: 54213 Objekt-ID: 62387                                                  | Leoben 11 Standort KG: Leoben                  | Der in der 2. Hälfte des 18. Jahrhunderts erbaute Pfarrhof wurde von 1995 bis 1997 restauriert. | BDA-Hist.: Q38059965 Status: § 2a Stand der BDA-Liste: 2025-06-30 Name: Pfarrhof GstNr.: .31/1 Pfarrhof Leoben, Krems in Kärnten                                                            |
| ja   | Datei hochladen | Bauernhaus, Grabenkeusche HERIS-ID: 44092 Objekt-ID: 44790                                 | Leobengraben 41 Standort KG: Leoben            | Der Einhof Grabenkeusche ist ein Holzblockbau der zweiten Hälfte des 18. Jahrhunderts. | BDA-Hist.: Q38006993 Status: Bescheid Stand der BDA-Liste: 2025-06-30 Name: Bauernhaus, Grabenkeusche GstNr.: .82/3 Grabenkeusche Leobengraben 41                                           |
| ja   | Datei hochladen | Pfarrhof HERIS-ID: 53896 Objekt-ID: 61981                                                  | Innernöring 8 Standort KG: Nöring              | Der Pfarrhof in Innernöring ist ein zweigeschoßiges, 3:4achsiges, von einem Schopfwalmdach gedecktes Gebäude aus dem 17. Jahrhundert, das im Kern jedoch vermutlich älter ist. Die Außenrestaurierung der Jahre 1994/95 stellte die barocke Architekturpolychromie wieder her. Das Dach wurde 1998 ausgebaut. | BDA-Hist.: Q38058922 Status: § 2a Stand der BDA-Liste: 2025-06-30 Name: Pfarrhof GstNr.: .33/1                                                                                              |
| ja   | Datei hochladen | Kath. Pfarrkirche hl. Erasmus und Friedhof HERIS-ID: 53897 Objekt-ID: 61982                | Innernöring Standort KG: Nöring                | Die Kirche mit niedrigem eingezogenen Chor steht am Osthang hoch über dem Nöringgraben und ist ein spätgotischer Bau des 15. und 16. Jahrhunderts. Das dreijochige Langhaus mit schlanken Strebepfeilern erhielt später eine barocke Flachdecke, der mächtige Nordturm einen Zwiebelhelm. Hochaltar und Kanzel stammen aus dem frühen 18. Jahrhundert. | BDA-Hist.: Q38058932 Status: § 2a Stand der BDA-Liste: 2025-06-30 Name: Kath. Pfarrkirche hl. Erasmus und Friedhof GstNr.: .34, 320 Pfarrkirche Nöring                                      |
| ja   | Datei hochladen | Mauerspeicher Jagglbauer/Jacklbauer HERIS-ID: 46753 Objekt-ID: 48910                       | bei Reitern 11 Standort KG: Reitern            | Der dreigeschoßige barocke Speicher mit Satteldach wurde vermutlich Ende des 17. Jahrhunderts errichtet. Die Fassaden des aus Bruchsteinen gemauerten Kasten weisen bemerkenswerten Dekor auf. | BDA-Hist.: Q38023437 Status: Bescheid Stand der BDA-Liste: 2025-06-30 Name: Mauerspeicher Jagglbauer/Jacklbauer GstNr.: 313/1                                                               |
| ja   | Datei hochladen | Kath. Filialkirche hl. Nikolaus und Friedhof HERIS-ID: 54768 Objekt-ID: 63163              | Sankt Nikolai Standort KG: St. Nikolai         | Die auf einem Hügel stehende Filialkirche ist ein gotischer Bau des 14. bis 16. Jahrhunderts. Das hohe dreijochige Langhaus weist ein südliches Seitenschiff auf. Im Norden steht der mächtige dreigeschoßige Turm mit Pyramidenhelm. Hochaltar und Kanzel stammen aus der 2. Hälfte des 17. Jahrhunderts. | BDA-Hist.: Q38062344 Status: § 2a Stand der BDA-Liste: 2025-06-30 Name: Kath. Filialkirche hl. Nikolaus und Friedhof GstNr.: .11, 200 Subsidiary church Saint Nicholas, St. Nikolai (Krems) |